# Farnborough International Airshow

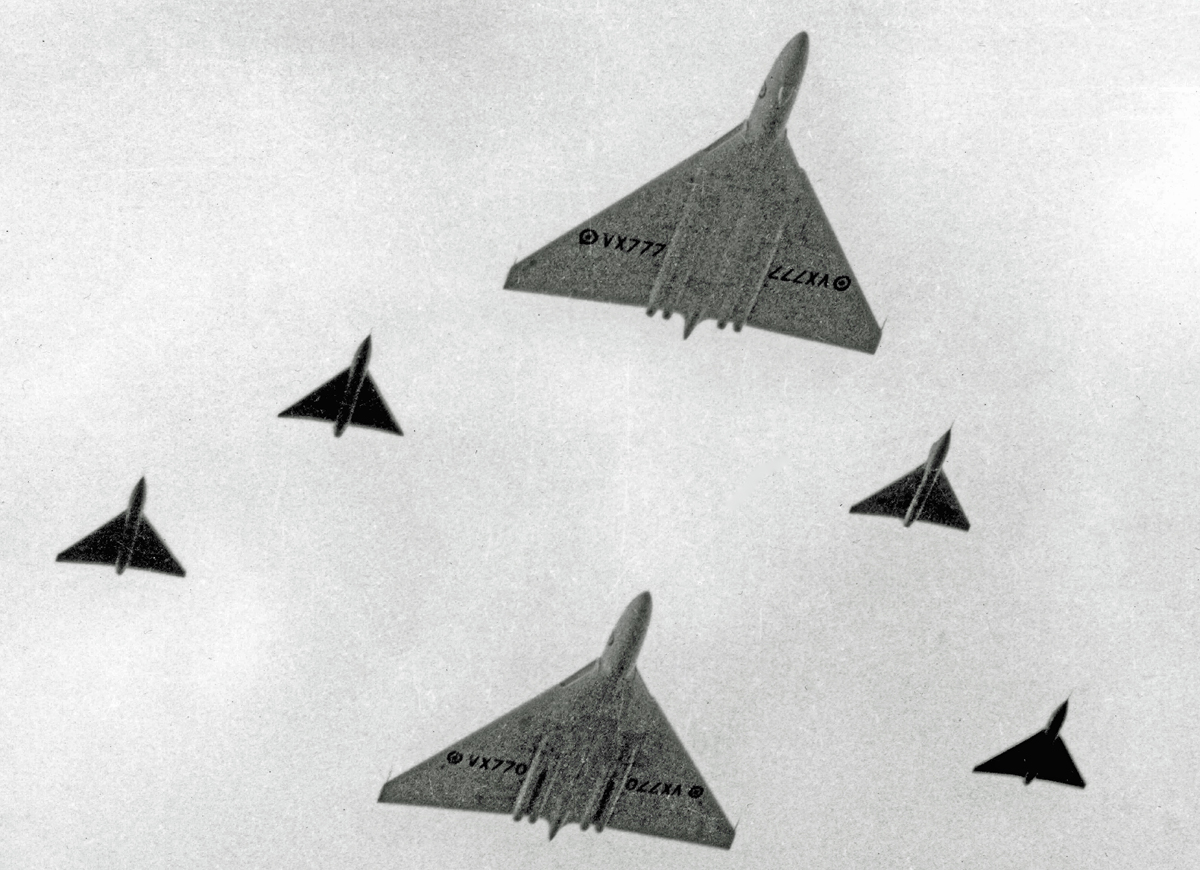
Para Avro Vulcanów i cztery Avro 707 w locie podczas targów w 1953 roku

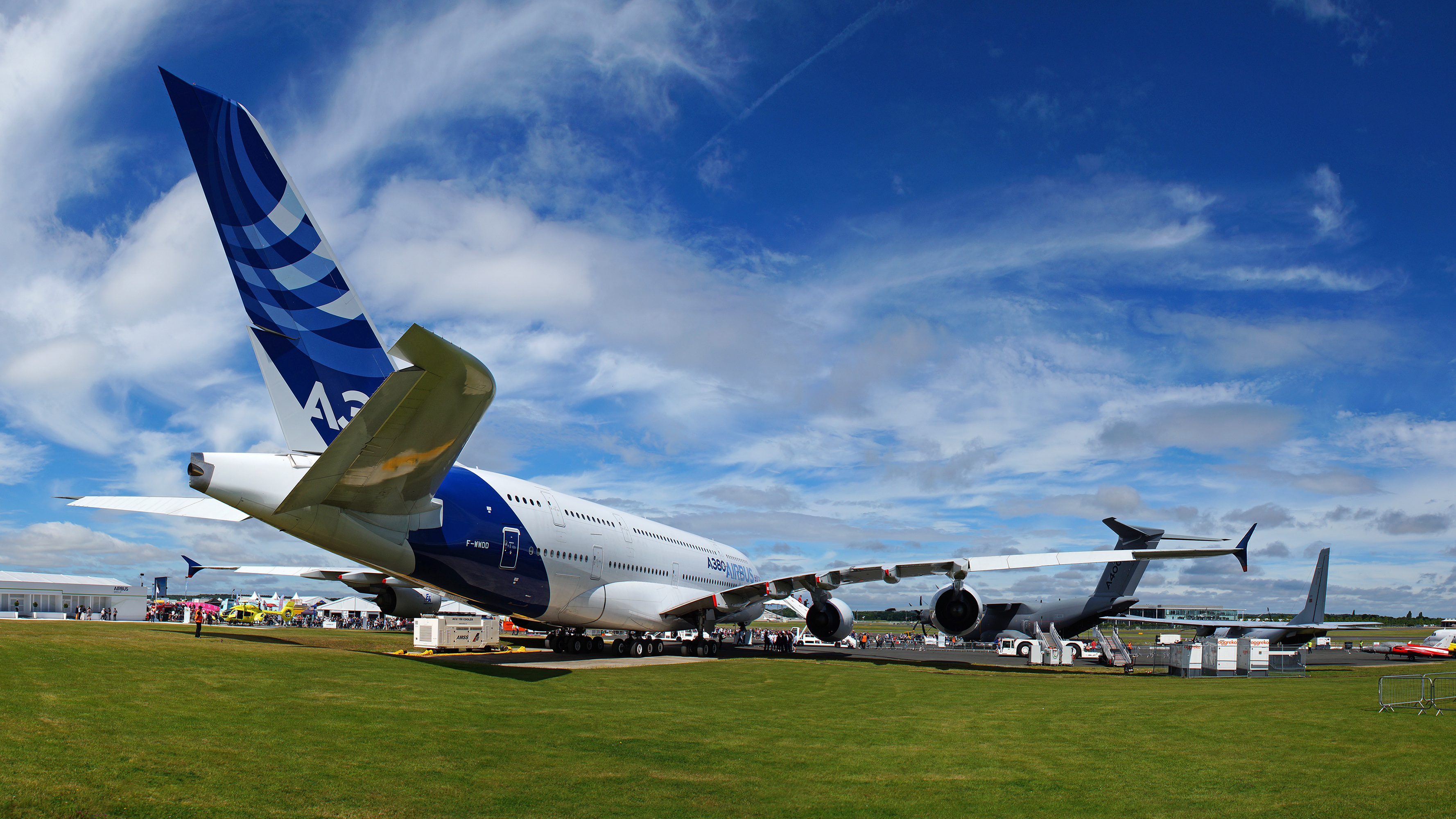
Airbus A380 podczas FIA 2016; w tle widoczne Airbus A400M i CASA C-295

Farnborough International Airshow – targi międzynarodowe w brytyjskim Farnborough (hrabstwo Hampshire), skupiające się na przemyśle lotniczym, zarówno cywilnym, jak i wojskowym. Odbywają się w cyklu dwuletnim: w latach parzystych, w połowie lipca.
W czasie targów organizowane są pokazy dynamiczne statków powietrznych i wystawa statyczna. Do 2018 roku FIA organizowano w formule, w której pierwsze pięć dni stanowiło okres ściśle targowy, a w kończący imprezę odbywały się otwarte dla publiczności pokazy lotnicze, ale w roku 2019 ogłoszono, że od edycji FIA 2020 weekend dla publiczności nie będzie organizowany, a targi dobiegną końca w piątek.

## Historia
Historia Farnborough International Airshow sięga roku 1932 i prezentacji nowych typów samolotów w trakcie pokazów organizowanych przez Royal Air Force w Hendonie. W obecnym miejscu (siedzibie Royal Aircraft Establishment) targi organizowane są od roku 1948, a w cyku dwuletnim – od 1962 roku. 

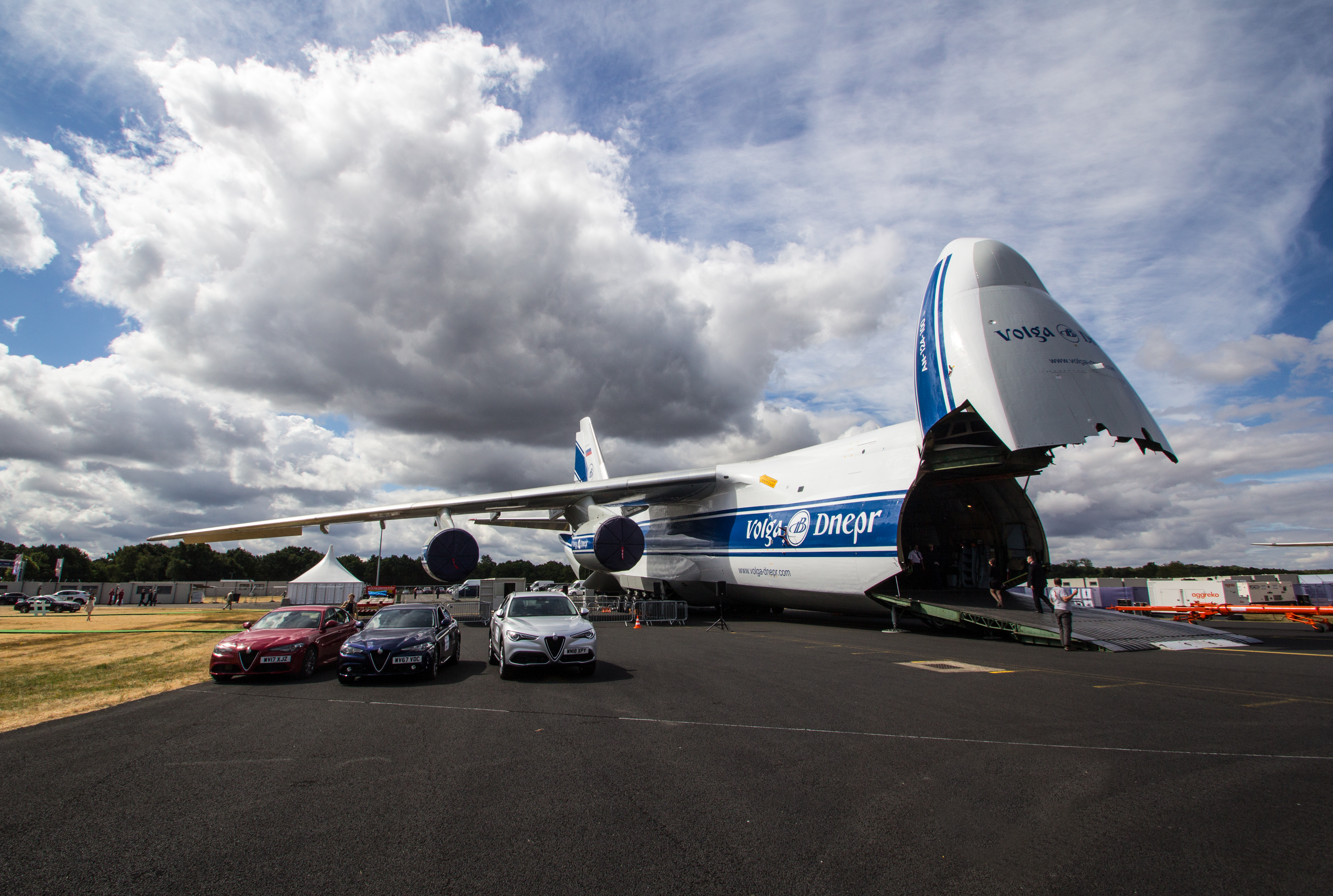
An-124 na targach w roku 2018

W roku 1958 ustanowiono podczas targów w Farnborough rekord pod względem liczby samolotów wykonujących pętlę w jednej formacji – dokonały tego (dwukrotnie) dwadzieścia dwa Hawkery Huntery, w tym dwanaście ze 111. Eskadry RAF-u. Obecnie – w 2017 roku – rekord ten pozostaje niepobity. W 1988 roku podczas FIA odbył się pierwszy na Zachodzie pokaz w locie sowieckiego samolotu myśliwskiego MiG-29.
W 2016 roku podczas targów podpisano umowy o łącznej wartości 123,9 miliarda dolarów, w tym na 856 samolotów o łącznej wartości prawie 94 miliardów dolarów. Dwa lata wcześniej łączna wartość umów wyniosła około 204 miliardów dolarów.
Targi mają charakter międzynarodowy od roku 1966. Obecnie ich organizatorem jest Farnborough International Ltd.

### Wypadek
6 września 1952 roku podczas pokazu w locie doszło do wypadku samolotu de Havilland DH.110. Maszyna pilotowana przez Johna Derry’ego rozpadła się w locie, zabijając obu członków załogi, a jej szczątki spadły na publiczność. Na miejscu zginęło dwadzieścia siedem osób, a ponad sześćdziesiąt zostało rannych, w tym wiele ciężko.